# Kobylá nad Vidnavkou
Kobylá nad Vidnavkou (en allemand : Jungferndorf) est une commune du district de Jeseník, dans la région d'Olomouc, en République tchèque. Sa population s'élevait à 378 habitants en 2020.

## Géographie
Kobylá nad Vidnavkou se trouve à 15 km au nord-nord-ouest de Jeseník, à 84 km au nord d'Olomouc et à 194 km à l'est-nord-est de Prague.
La commune est limitée par Velká Kraš au nord-est et à l'est, par Černá Voda au sud-est, par Žulová au sud et au sud-ouest, et par Bernartice au nord-ouest.

## Histoire
La première mention écrite du village date de 1291.